# Приворотень Владислава
Приворотень Владислава (Alchemilla ladislai) — вид квіткових рослин з родини трояндових (Rosaceae). Ареал: Польща (Татри), Словаччина (Татри).